# Glitter/Fated
«glitter/fated» es el sencillo n.º41 de la cantante de pop japonesa Ayumi Hamasaki que salió a la venta el 18 de julio de 2007 bajo el sello Avex Trax.

## Información
El 19 de mayo del 2007 fue anunciado en la página oficial de Ayumi Hamasaki el lanzamiento de su nuevo sencillo para el 18 de julio de este año.
glitter, compuesta por Kazuhiro Hara, formó parte del anuncio de Kiwis Zespri Gold y Fated, compuesta por Shintaro Hagiwara y Akihisa Matsuura, estaba incluida en la banda sonora de la película Kaidan. El sencillo también incluiría una tercera canción, Secret de su anterior álbum n.º 8 del mismo nombre, compuesta por Tetsuya Yukumi, que también formaría parte de otra banda sonora, en este caso de la película Confession of Pain. Letras de las cuales están todas escritas por la misma Ayumi.
Lo que sorprendió fue la noticia de que esta vez no se incluirían dos videoclips, para cada canción, si no que habría un corto musical con las dos canciones titulado Distance Love, protagonizado por Ayumi Hamasaki y Shawn Yue, rodado todo en Hong Kong con una duración de 18 minutos aproximadamente.

## Canciones

### CD
- 01. glitter "original mix"
- 02. fated "original mix"
- 03. Secret "original mix"
- 04. glitter "original mix -instrumental-"
- 05. fated "original mix -instrumental-"

### DVD
- 01. Distance Love (Glitter/Fated)

- Datos: Q306305